# M/S Alandia (1972)
För bilfärjan, byggd 1939, se M/S Alandia (1939)

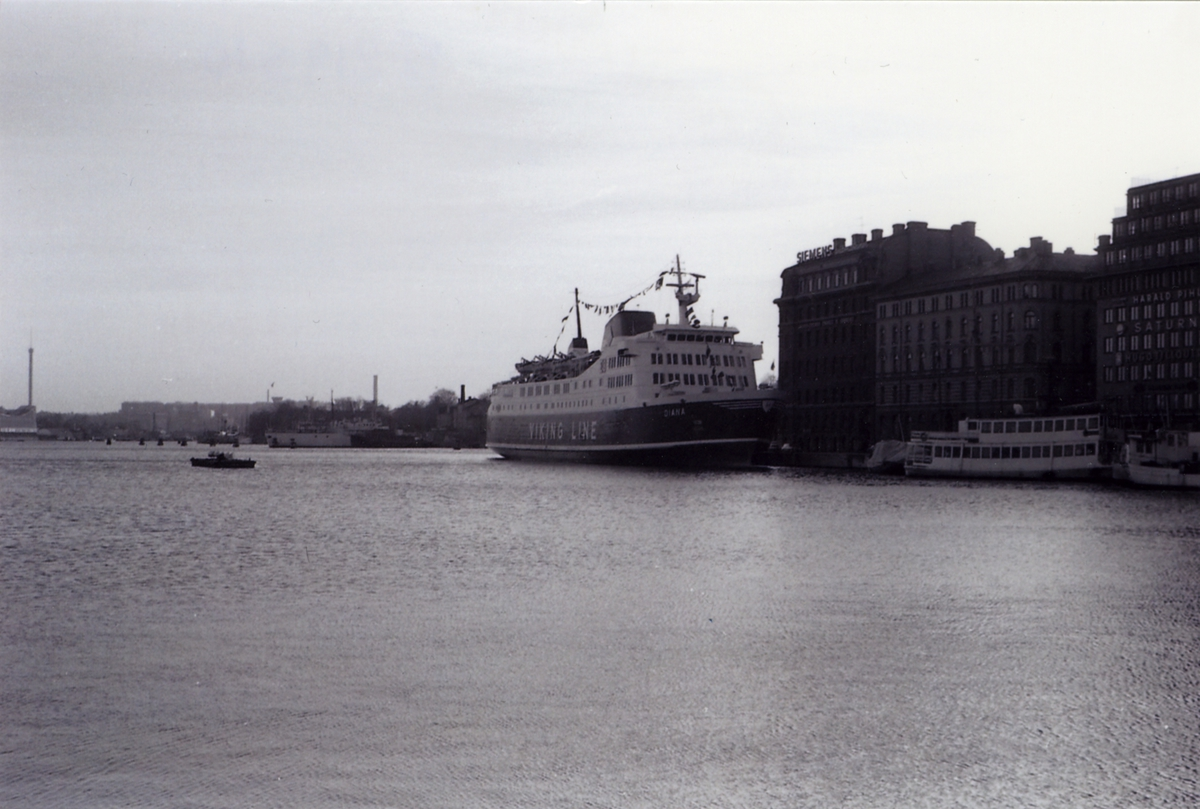
M/S Diana på jungfrutur i Stockholm, 1972

M/S Alandia var ett passagerarfartyg, som byggdes 1972 av Meyer-Werft i Papenburg i Tyskland som M/S Diana för Rederi AB Slite för att segla för Vikinglinjen med början på rutterna Kapellskär–Mariehamn och Kapellskär– Nådendal.
Mellan 1979 och 1982 seglade hon som MS Botnia Express för Oy Vaasa-Umeå Ab. År 1982 köptes hon av Rederi Ab Sally och chartrades 1989 av Jakob Lines för färjelinjen Skellefteå–Jakobstad och 1990 av Baltic Express Line för rutten Helsingfors–Tallinn. 
Rederi Ab Eckerö på Åland köpte fartyget 1992 och omdöpte det till Alandia för trafik framför allt mellan Grisslehamn och Eckerö fram till 2006.
År 2006 köptes färjan av Bayway Shipping Company på Marshallöarna med namnändring till Jamaa II och registrerades 2012 i Kambodja som Rahal. Hon skrotades 2021 i Alang i Indien.